# 가의 (전한)
가의(賈誼, 기원전 200년 ~ 기원전 168년)는 중국 전한 초기의 사상가로, 하남군 낙양현(雒陽縣) 사람이다.

## 생애
18세에 이미 수재라는 평판이 높았고, 22세 때에 박사관(博士官)에 임명되었으며 다시 태중대부(太中大夫)에 발탁되었다. 그는 그때 전한의 제도와 역법을 개정할 것을 문제에게 진언하였지만 주발 등의 수구파 대신의 반대를 받아 25세 때에 장사왕의 태부로 전출되고 말았다. 그러나 1년 남짓하여 중앙에 소환되고, 문제의 막내 아들인 양회왕의 태부가 되어 국사에 관하여 누누이 의견을 상주하곤 하였지만 그 치안책은 문제에 의하여 실현되었다고는 할 수 없다. 얼마 후 양회왕의 낙마로 인한 죽음을 슬퍼한 나머지 병들어 이듬해 33세로 죽었다.

## 사상
그의 주장은 문제를 중심으로 하는 한 왕조의 권력을 내외로 향하여 강화하는 일에 중심을 두었다. 따라서 국내에서는 한의 황제와 대등하게 행세하는 제 왕국을 분할하여 그의 세력을 삭감하고, 밖으로는 흉노를 회유하여 한의 위세를 높이고자 하였던 것이다. 그것을 가의는 유가적인 이상 밑에서 전개하였다. 그러나 장사(長沙)로 좌천되었을 때 지은 〈굴원을 조위(弔慰)하는 부(賦)〉나, 〈복조의 부(賦)〉에는 세상의 인사에 얽매이지 않고자 하는 도가적 심경이 보인다.

## 저서

### 《신서》
지금 전해오는 《신서》(新書)는 10권 56편으로 되었는데 이것이 《한서》(漢書) 〈예문지〉(藝文志)에 있는 〈가의〉(賈誼) 58편과 동일한 것인지의 여부는 의문이다. 그러나 지금의 《신서》(특히 그 전반 부분)를 《한서》 〈가의전〉(賈誼傳)에 실려 있는 문제에 대한 상주(치안책)와 대비하여 보면 이 시기의 유교적 관료였던 가의의 사고방식을 대개 찾아볼 수가 있다. 여씨(呂氏)의 난 후에 문제는 대(代)나라의 왕에서 중앙으로 영접되어 황제가 되었으나, 이복 형제인 회남왕(淮南王) 등은 광대한 영토를 소유하고 문제에 대하여 군신의 예를 행하지 않았다. 이 사태에 대하여 가의는 강대한 제후 왕국의 영토를 자손에게 분할 상속시키는 일견 온정적인 방법(분국책)을 제창하였다. 이 계책은 문제 시대에는 일부만 실행된 데 불과하였으나 무제(武帝) 시대가 되어 강력하게 추진하게 된다. 가의의 주장은 그와 같은 한 왕조의 중앙집권화 정책과 일맥상통하는 것이었지만 그 때문에 그는 수구파 관료한테 배척됐다. 그는 그것을 법률이나 형벌과 같은 강압적인 방법으로 단행하려고 하지는 않았다. 예컨대 그는 〈과진편〉(過秦篇)에서 진(秦)이 2세(世)로 멸망한 원인을 자세히 논하여 인의(仁義)를 돌보지 않고 획득한 천하를 안정시키는 도리를 심득(心得)하지 못하였기 때문이라고 했다. 결국 어디까지나 인의를 정치의 근본에 놓고 법(法)이나 형(刑)은 보조적 수단에 머무르게 하려고 했다. 이 〈과진편〉은 《사기》(史記)>의 〈진시황 본기(秦始皇 本紀)〉의 말미에서 사마천(司馬遷)도 전문을 인용하여 가의의 견식을 칭찬하고 있다. 기타 경제·정치의 구체적인 대책도 이와 같은 유가적 예교론(禮敎論)에 바탕을 두고 있다. 예컨대 주전권(鑄錢權)을 일반으로부터 정부가 회수하는 것은 백성을 본래의 농업에 힘쓰게 함으로써 백성이 주조 성분의 속임수로 죄에 빠지는 일이 없도록 하기 위한 것이라고 하며, 대신을 일반의 관리나 서민보다도 형벌면에서 우대하는 일은 그들의 명예를 존중하기 위한 것이라는 것 등을 논하고 있다. 북방 유목국가 흉노에 대해서도 천자의 덕에 의하여 중국에 귀복시키라고 말하지만 그것을 논한 〈흉노편〉(匈奴篇)에 보이는 <삼표오>(三表五餌)의 계책이라는 것은 《한서》 〈가의전〉에서는 다만 그 명칭만이 보일 뿐으로 그 상세한 내용은 오늘날의 《신서》에 의하는 길밖에 달리 알 수가 없다.

## 가계

### 관련 인물
가규

## 같이 보기
- 조조 (전한)
- 부 (문학)
- 굴원